# Дубровка (Горьковский район)
Дубровка — деревня в Горьковском районе Омской области. Входит в Октябрьское сельское поселение.

## История
Основана в 1925 г. В 1928 г. посёлок Дубровский состоял из 27 хозяйств, основное население — русские. В составе Ливенского сельсовета Бородинского района Омского округа Сибирского края.

## Население
| 2002 | 2010 | 2021 |
| ---- | ---- | ---- |
| 327  | ↘236 | ↘116 |